# Liste der Monuments historiques in Othis
Die Liste der Monuments historiques in Othis führt die Monuments historiques in der französischen Gemeinde Othis auf.

## Liste der Bauwerke
| Bezeichnung       | Beschreibung                  | Standort | Kennzeichnung | Schutzstatus | Datum | Bild           |
| ----------------- | ----------------------------- | -------- | ------------- | ------------ | ----- | -------------- |
| Kirche Notre-Dame | Erbaut ab dem 14. Jahrhundert | (Lage)   | PA00087185    | Classé       | 1875  | weitere Bilder |

## Liste der Objekte
Zum Verständnis siehe: Kirchenausstattung
- Monuments historiques (Objekte) in Othis in der Base Palissy des französischen Kultusministeriums